# Физико-технический институт низких температур имени Б. И. Веркина НАН Украины
Физико-технический институт низких температур имени Б. И. Веркина НАН Украины (укр. Фізико-технічний інститут низьких температур імені Б. І. Вєркіна НАН України) — научно-исследовательский институт Отделения физики и астрономии НАН Украины. Основан в 1960 году. Один из ведущих украинских физических центров, где реализуются фундаментальные исследования по экспериментальной, теоретической физике и математике, а также в области прикладной физики.
Основные направления: высокотемпературная сверхпроводимость, слабая сверхпроводимость, магнитооптика антиферромагнетиков, физика низкоразмерных систем, микроконтактная спектроскопия, квантовые кристаллы, нелинейные явления в металлах, физика неупорядоченных систем, квантовые явления в пластичности и др.
За 50 лет сотрудниками Института опубликовано около 250 монографий, учебников, справочников, более 12000 статей и обзоров в рейтинговых научных журналах, подготовлено более 850 высококвалифицированных специалистов — кандидатов и докторов наук.

## История
13 мая 1960 года Президиум АН УССР издал Постановление о создании в Харькове Физико-технического института низких температур АН УССР по инициативе профессоров Б. И. Веркина, А. А. Галкина, Б. Н. Есельсона и И. М. Дмитренко. Первым директором института стал Борис Иеремиевич Веркин. В институте было создано 9 лабораторий, занимающихся различными направлениями физики низких температур. Также было создано 4 математических отдела. В 1987 году во ФТИНТе было организовано Математическое отделение.
В 1991 году ФТИНТу было присвоено имя его основателя — академика Б. И. Веркина.
Ежегодно проводятся Салтовские чтения.

## Директора института
- Веркин Борис Иеремиевич. Возглавлял ФТИНТ с 1960 по 1988. С 1988 по 1990 год — Почетный директор института.
- Звягин Анатолий Илларионович — 1988—1991
- Еременко Виктор Валентинович — 1991—2006
- Гнатченко Сергей Леонидович — 2006—2020
- Найдюк Юрий Георгиевич — 2021—2024
- в.о. Долбин Александр Витольдович — с 2024

## Структура института

### Физические отделы
- Отдел магнетизма
- Отдел оптических и магнитных свойств твердых тел
- Отдел магнитных и упругих свойств твердых тел
- Отдел физики реальных кристаллов
- Отдел тепловых свойств и структуры твердых тел и наносистем
- Отдел физики квантовых жидкостей и кристаллов
- Отдел спектроскопии молекулярных систем и наноструктурных материалов
- Отдел сверхпроводящих и мезоскопических структур
- Отдел молекулярной биофизики
- Отдел микроконтактной спектроскопии
- Отдел теоретической физики

### Математическое отделение
- Отдел математической физики
- Отдел дифференциальных уравнений и геометрии
- Отдел теории функций[2]

### Научно-технические отделы
- Отдел информационных систем
- Отдел низкотемпературного и космического материаловедения[3]

## Издательская деятельность
ФТИНТ издает два научных журнала, входящих в перечень ведущих рецензируемых научных журналов и изданий:
- «Физика низких температур» — издается с января 1975 года на русском языке, а также Американским институтом физики на английском под названием «Low Temperature Physics» с 1997 года. Выходит ежемесячно. Журнал имеет самый высокий импакт-фактор среди научных журналов на Украине.
- «Журнал математической физики, анализа, геометрии» — издается с 2005 года. Периодичность — 4 выпуска в год.